# گل‌تپه (عجب‌شیر)
گل‌تپه یکی از روستاهای استان آذربایجان شرقی است که در دهستان دیزجرود غربی بخش مرکزی شهرستان عجب‌شیر واقع شده‌است.
جمعیت این روستا بر پایهٔ نتایج سرشماری عمومی نفوس و مسکن سال ۱۳۸۵ خورشیدی، برابر با ۱٬۵۴۹ نفر بوده‌است.
این روستا به کشت و تولید توت فرنگی ( چیلک) در منطقه شهرت دارد.تپه ای زیبا در روستا وجود دارد که اطراف انرا منطقه مسکونی بنا شده که نام روستا از آن گرفته شده است.